# Giriwoyo (plaats)
Giriwoyo is een bestuurslaag in het regentschap Wonogiri van de provincie Midden-Java, Indonesië. Giriwoyo telt 3023 inwoners (volkstelling 2010).